# Historický archiv Užice
Historický archiv Užice (srbsky Историјски архив Ужице) je kulturní instituce všeobecného významu, která se věnuje ochraně, uspořádání a archivování na území Zlatiborského okruhu v Srbsku. Sídlí na adrese Žička 17. Působnost má pro obce Užice, Arilje, Bajina Bašta, Kosjerić, Nova Varoš, Ivanjica, Požega, Prijepolje, Priboj a Čajetina.

## Historie
V Užici se nacházel archiv již po skončení druhé světové války, a to jako sbírka Gavrila Popoviće (zadužbina). Srbské ministerstvo školství rozhodlo o tom, že nad ním převezme kontrolu a zreorganizuje do regionálního archivu. Založeno bylo Archivní středisko (srbsky Arhivsko središte) pro Titovo Užice, které svého prvního ředitele mělo jmenovaného dne 24. dubna 1948. Archiv vydává svůj vlastní časopis. V roce 2009 byla modernizována budova archivu.
Ředitelem archivu byl od roku 2001 Aleksandar Savić a v roce 2023 jím je Željko Marković.

## Publikační činnost
Archiv vydal celou řadu různých publikací, např. k výročí 75 let od svého vzniku knihu s názvem První století svobody.